# 李榮宗
李榮宗，山東省兗州府費縣（今山東省費縣）人，清朝政治人物。

## 生平
順治二年（1645年）舉乙酉科山東鄉試，順治三年（1646年）聯登丙戌科進士，授濬縣知縣，后授禮科副理事官。順治十四年，任山東道監察御史，后任福建道監察御史、巡視河東鹽政。順治十六年，任浙江布政使司參議、分守杭嘉湖道。順治十六年，任山東按察使司副使、分巡懷來道。順治十七年，任陝西布政使司參政、分巡河西道。康熙三年，任湖廣按察使。